# Posse Press
Posse Press était un éditeur de presse indépendant d'octobre 1993 à décembre 2005. Il a surtout édité des magazines dans le domaine du jeu vidéo, du multimédia et des nouvelles technologies avant de se lancer dans la presse bande dessinée. 
La société éponyme a été placée en liquidation judiciaire le 14 décembre 2005.

## Jeu vidéo
- Amiga Dream
- PC Team
- Playbox
- Horror Games Magazine

## Programmation & réseaux
- Login:
- Login: Pratique
- Code(r)

## Nouvelle économie
- Netbug
- Zataz Magazine v2

## Création numérique
- Studio Multimédia

## Mobilité
- Team Palmtops
- Techmobile
- PDA & Mobiles Journal
- Solutions GPS

## Bande dessinée
- Bedeka
- Bedeka Manga